# Cryptocephalus nitidus

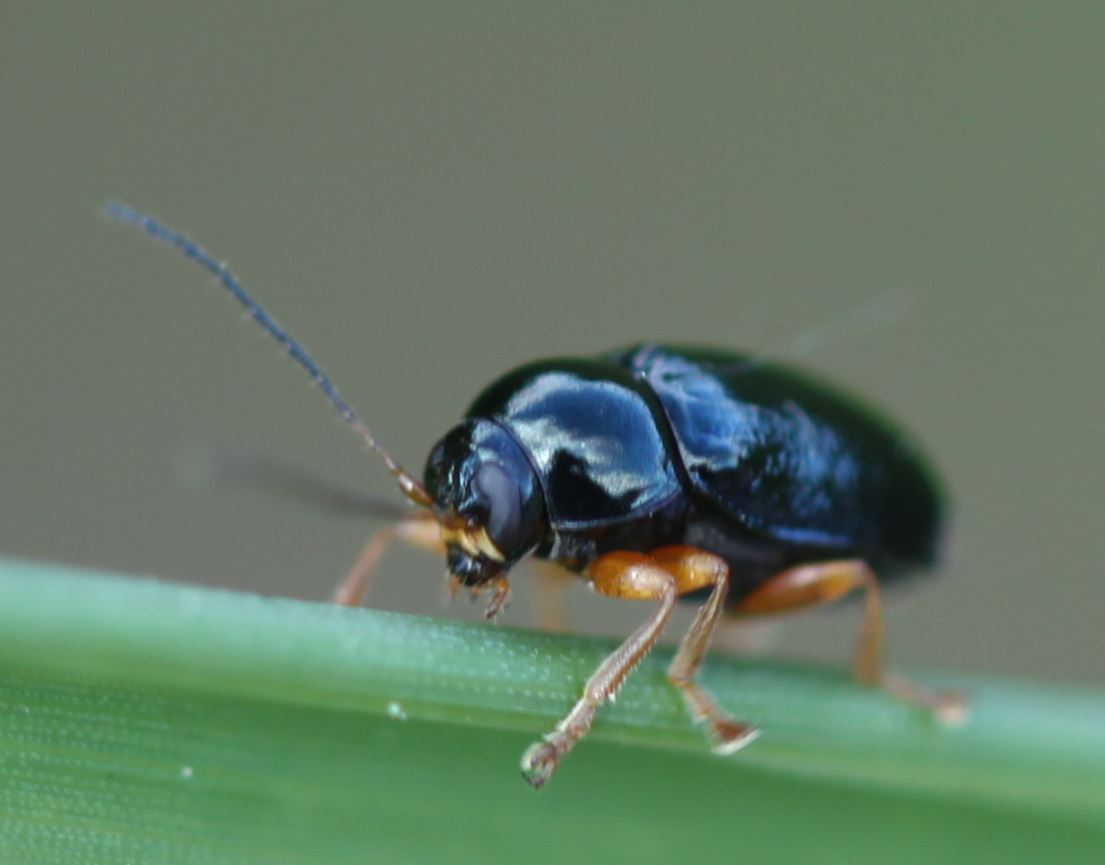
Weibchen, Ansicht von vorne; der gelbe Vorderkopf unterhalb der Augen erkennbar.

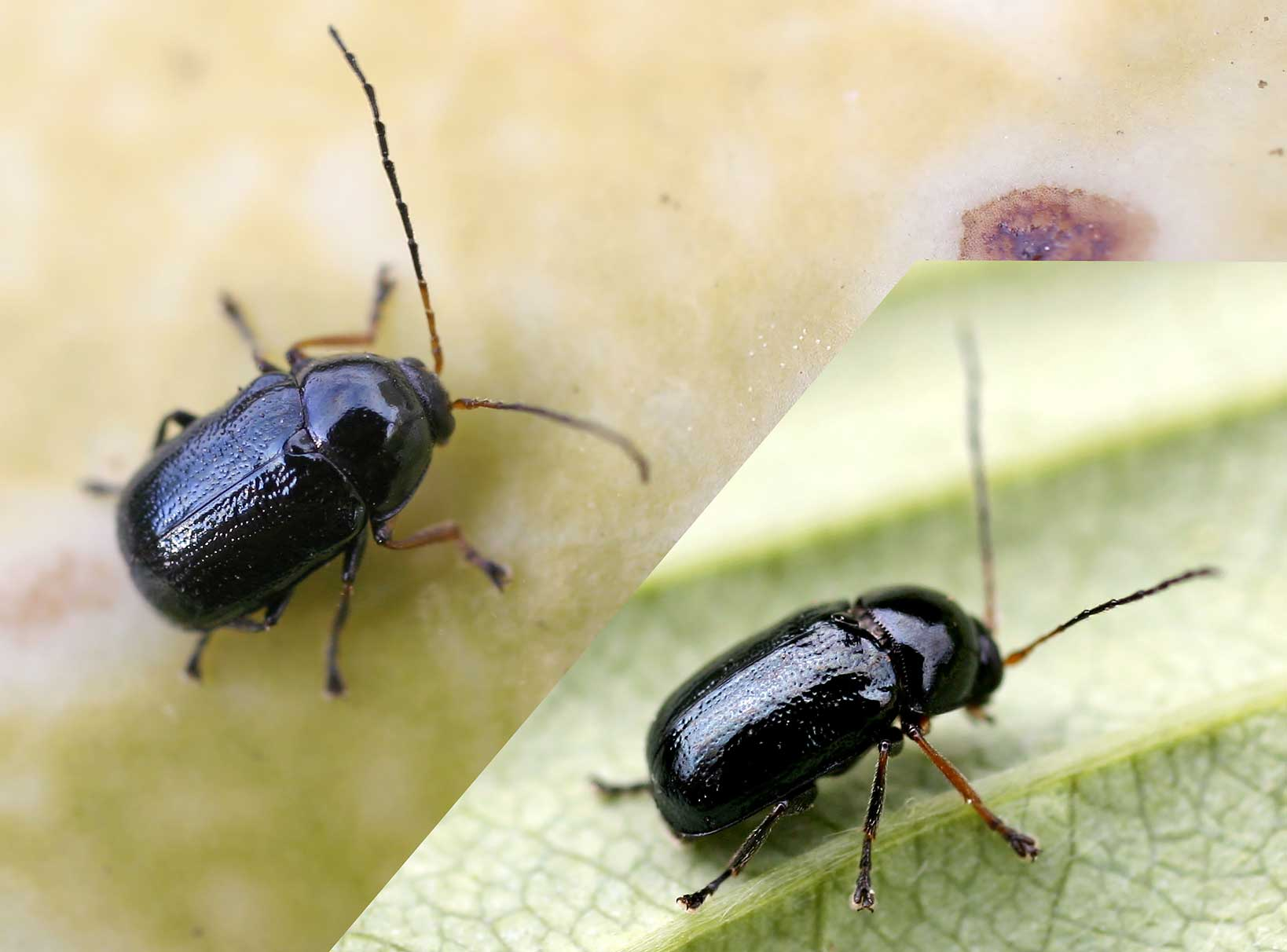
Männchen

Cryptocephalus nitidus ist ein Käfer aus der Familie der Blattkäfer und der Unterfamilie der Fallkäfer (Cryptocephalinae).

## Merkmale des Käfers
Die Käfer erreichen eine Körperlänge von 3–4,5 mm. Sie besitzen eine blauschwarze Grundfarbe mit Metallschimmer. Der Vorderkopf oberhalb des pechschwarzen Munds bis an die Facettenaugen heranreichend ist gelb. Die etwa vier basalen Fühlerglieder sind gelb, die restlichen sind verdunkelt. Die Käferart weist einen Geschlechtsdimorphismus auf. Die Männchen besitzen an der Innenseite der Augen oberhalb des Fühleransatzes jeweils einen kleinen gelben Fleck. Ihre mittleren und hinteren Beine sind schwarz, die vorderen Femora sind teils verdunkelt, ansonsten sind die vorderen Beine gelb. Bei den Weibchen sind alle Beine vollständig gelb gefärbt. Die Mandibeln sind bei beiden Geschlechtern gelb. Die Elytren weisen in den meisten Fällen regelmäßige Punktstreifen auf. Die Fühler sind bei den Männchen etwa so lang wie ihre Körpergröße, bei den Weibchen sind diese deutlich kürzer.

## Verbreitung
Cryptocephalus nitidus ist in Mittel- und Nordeuropa verbreitet. Die Art kommt in Fennoskandinavien vor, fehlt jedoch auf den Britischen Inseln.

## Lebensweise
Die Käfer fliegen gewöhnlich von Mai bis August. Man findet sie an Sal-Weide, Ohr-Weide und Eichen, an deren Blättern sie fressen. Die Larven leben in einem Larvensack, der ihnen Schutz vor Fressfeinden bietet. Sie leben in der Bodenstreu und ernähren sich von Detritus.